# Petit-Couronne
Petit-Couronne és un municipi francès situat al departament del Sena Marítim i a la regió de Normandia. L'any 2007 tenia 9.057 habitants.

## Demografia

### Població
El 2007 la població de fet de Petit-Couronne era de 9.057 persones. Hi havia 3.598 famílies de les quals 1.006 eren unipersonals (417 homes vivint sols i 589 dones vivint soles), 998 parelles sense fills, 1.234 parelles amb fills i 360 famílies monoparentals amb fills.
La població ha evolucionat segons el següent gràfic:
Habitants censats

### Habitatges
El 2007 hi havia 3.791 habitatges, 3.647 eren l'habitatge principal de la família, 14 eren segones residències i 130 estaven desocupats. 2.104 eren cases i 1.666 eren apartaments. Dels 3.647 habitatges principals, 1.782 estaven ocupats pels seus propietaris, 1.835 estaven llogats i ocupats pels llogaters i 30 estaven cedits a títol gratuït; 76 tenien una cambra, 195 en tenien dues, 942 en tenien tres, 1.068 en tenien quatre i 1.366 en tenien cinc o més. 2.379 habitatges disposaven pel capbaix d'una plaça de pàrquing. A 1.834 habitatges hi havia un automòbil i a 1.254 n'hi havia dos o més.

### Piràmide de població
La piràmide de població per edats i sexe el 2009 era:
| Homes | Edats   | Dones |
| ----- | ------- | ----- |
| 0     | 95 o +  | 4     |
| 4     | 90 a 94 | 20    |
| 32    | 85 a 89 | 40    |
| 28    | 80 a 84 | 28    |
| 28    | 75 a 79 | 100   |
| 104   | 70 a 74 | 144   |
| 124   | 65 a 69 | 160   |
| 188   | 60 a 64 | 144   |
| 196   | 55 a 59 | 196   |
| 288   | 50 a 54 | 268   |
| 316   | 45 a 49 | 300   |
| 320   | 40 a 44 | 388   |
| 324   | 35 a 39 | 380   |
| 296   | 30 a 34 | 304   |
| 332   | 25 a 29 | 284   |
| 272   | 20 a 24 | 316   |
| 408   | 15 a 19 | 400   |
| 408   | 10 a 14 | 352   |
| 340   | 5 a 9   | 328   |
| 288   | 0 a 4   | 196   |

## Economia
El 2007 la població en edat de treballar era de 6.211 persones, 4.417 eren actives i 1.794 eren inactives. De les 4.417 persones actives 3.825 estaven ocupades (2.034 homes i 1.791 dones) i 593 estaven aturades (266 homes i 327 dones). De les 1.794 persones inactives 485 estaven jubilades, 770 estaven estudiant i 539 estaven classificades com a «altres inactius».

### Ingressos
El 2009 a Petit-Couronne hi havia 3.705 unitats fiscals que integraven 9.262 persones, la mediana anual d'ingressos fiscals per persona era de 17.402 €.

### Activitats econòmiques
Dels 291 establiments que hi havia el 2007, 4 eren d'empreses extractives, 4 d'empreses alimentàries, 1 d'una empresa de coc i refinatge, 2 d'empreses de fabricació de material elèctric, 13 d'empreses de fabricació d'altres productes industrials, 60 d'empreses de construcció, 51 d'empreses de comerç i reparació d'automòbils, 15 d'empreses de transport, 12 d'empreses d'hostatgeria i restauració, 6 d'empreses d'informació i comunicació, 11 d'empreses financeres, 6 d'empreses immobiliàries, 57 d'empreses de serveis, 27 d'entitats de l'administració pública i 22 d'empreses classificades com a «altres activitats de serveis».
Dels 71 establiments de servei als particulars que hi havia el 2009, 1 era una comissaria de policia, 1 oficina de correu, 3 oficines bancàries, 4 tallers de reparació d'automòbils i de material agrícola, 1 autoescola, 6 paletes, 8 guixaires pintors, 6 fusteries, 5 lampisteries, 6 electricistes, 9 empreses de construcció, 7 perruqueries, 5 restaurants, 4 agències immobiliàries i 5 salons de bellesa.
Dels 14 establiments comercials que hi havia el 2009, 1 era un hipermercat, 1 una gran superfície de material de bricolatge, 3 botiges de menys de 120 m², 3 fleques, 2 carnisseries, 1 una peixateria, 1 una botiga de roba i 2 floristeries.

## Equipaments sanitaris i escolars
El 2009 hi havia 3 farmàcies i 2 ambulàncies.
El 2009 hi havia 3 escoles maternals i 3 escoles elementals. Petit-Couronne disposava d'un col·legi d'educació secundària amb 487 alumnes.

## Poblacions més properes
El següent diagrama mostra les poblacions més properes.